# Hannibal – Zrození
Hannibal – Zrození (v anglickém originálu: Hannibal Rising) je dramatický hororový thriller režiséra Petera Webbera z roku 2007. Jedná se o film ze série o kanibalistickém psychiatrovi a sériovém vrahovi Hannibalu Lecterovi a i když byl natočen jako poslední, dějem se vrací do jeho mládí a odhaluje důvody jeho touhy po smrti. Titulní roli převzal od Anthonyho Hopkinse, který za Hannibala dostal Oscara, mladší herec Gaspard Ulliel.
Předlohou pro film se stal román Hannibal: Zrození amerického spisovatele Thomase Harrise, jenž napsal i scénář k filmu.

## Obsah
Píše se rok 1941. Osmiletý Hannibal z šlechtického rodu Lecterů žije se svojí matkou, otcem a mladší sestrou Mischou na rodinném hradu poblíž města Kaunas v Sověty obsazené Litvě. Kvůli válce se rodina z hradu přemisťuje do lovecké chatky hluboko v lesích. Na hrad mezitím přichází táhnoucí prapor SS, jehož součástí je i skupina pěti pronacistických Litevců, které vede hrdlořez Vladis Grutas. Po dlouhých třech letech jsou nakonec Němci z Litvy vytlačováni postupující rudou armádou. Grutas se svojí bandou během rabování při jedné z bitev zabije dokonce i svého bývalého majora SS. K chatce uprostřed lesa přijede posádka ruského tanku T-34 s prosbou o vodu. Z nebe se přižítí německý letoun Štuka, který do tanku narazí a zahubí všechny včetně Hannibalových rodičů, přežije pouze on a Mischa. K večeru do domu vrazí Grutasova skupina bortící si cestu lesy a dvojici zajme. Nejprve chtějí Litevci využít deti jako morální alibi pro vojáky. S ubívajícím jídlem a zuřící vánicí se však poměrně ochotně rozhodují zabít, uvařit a sníst malou Mischu což poté učiní. Na dům je z ničeho nic zaměřena palba. Hannibal ve zmatku utíká a je zachráněn ruskou jednotkou. Po osmi letech se z Lecterova sídla stává sovětský sirotčinec, kde Hannibal žije. Nerespektuje místní autority a za napadení jednoho z vychovatelů a neustálé noční děsy je zamykán ve spíži. Z místa se dostane, putuje přes celý komunistický blok, překonává železnou oponu a utíká až do Francie ke svému strýci. Na místě zjistí, že jeho strýc je již mrtvý a nachází po něm pouze svojí ovdovělou nevlastní tetu Lady Murasaki, která jej přijme. V Paříži začne studovat medicínu a spáchá svoji první vraždu, když zabije drzého řezníka, který tetu obtěžuje. Z vraždy jej obviní komisař Pupil, detektiv, který také ztratil rodinu ve válce. Hannibalovi se daří i s tetičkinou pomocí z obvinění vyváznout. Následně vystuduje ve velmi mladém věku a zaměstná se v místní márnici jako koroner. Na policejní stanici je svědkem Pupilových metod při vyslýchání jednoho válečného zločince za použití injekce tiopentalu sodného, který  údajně dokáže oživit vzpomínky. Hannibal si sérum vpíchne a vybaví se mu vzpomínky na osudnou noc kdy byla jeho sestra snědena a také na tváře jejích vrahů. Lecter se vrátí do své rodné Litvy (nyní LSSR) a nachází zříceninu osudné lesní chalupy. V ní najde Mischiny ostatky a batoh se psími známkami. Jeden bývalý člen skupiny Dortlich si ho najde a na místě se jej pokusí zabít. Hannibal jej omráčí, sváže a po mučení a zjištení, že se zbylí členové bandy nachází ve Francii jej brutálně uškrtí pomocí koně a provazu. Následně mu uřeže kousek tváře a sní ho. Poté navštíví restauraci dalšího z vrahů ve Fontainebleau Kolnase. Jeho dceři dá jeho psí známku. Dortlichova vražda upřímí Pupilovu pozornost jak na Lectera tak na Grutase, nyní zámožného obchodníka s bílým masem, který pošle jiného člena skupiny Zygmase Milka aby jej zabil. Hannibal Milka zabije v márnici utopením v nádrži s formaldehydem. Následně jej navštíví Pupil se snahou přesvedčit jej aby s řádením přestal. Po hádce s lady Murasaki je však plně rozhodnut svoji pomstu dokončit. Grutase přepadne na jeho houseboatu. Toho však zachrání jeho bodyguardi a Hannibal stěží unikne. Grutas unese lady Murasaki a přes telefon Lectera nutí ke schúzce. Ten však uslyší v pozadí ptáky z Kolnasovy restaurace. Jde za Kolnasem a po vydírání skrze jeho děti jej také zabije. Vloupá se na houseboat a chytí Grutase jak ubližuje svázané Murasaki. V posledním souboji Grutas odhalí Hannibalovi, že Mischiino maso tehdál nejdl pouze on se svými druhy, ale také on sám a že je všechny vraždí jen aby pravda nevyšla najevo. Hannibal popadne ostří a v amoku do Grutase vyřeže písmeno "M" jako Mischa. Murasaki, znechucená Hannibalovou brutální povahou místo opouští. Hannibal jí sice vyzná lásku, ale nepřestane a znehybněného Grutase začne zaživa pojídat. Houseboat vyletí do povětří. Lecter však stihne uprchnout. Posledního člena skupiny Grentze najde v jeho obchodě s lovními trofejemi poblíž Mellvile v Kanadě. Poté odchází do Spojených států.

## Obsazení
| Gaspard Ulliel       | Hannibal Lecter |
| Kung Li              | Lady Murasaki   |
| Helena Lia Tachovská | Misha Lecter    |
| Richard Leaf         | otec Lecter     |
| Dominic West         | inspektor Popil |

## Zajímavosti
- Rozpočet filmu činil 50 milionů dolarů.[zdroj?] Během prvního víkendu promítání (od 9. do 11. února 2007) vydělal v amerických kinech 13 milionů dolarů, celkem ale nakonec vydělal (v USA) jen 27,6 milionů.[1] Zůstal tak daleko za očekáváním.
- Mezi herci pozvanými na kamerové zkoušky kvůli hlavní postavě byli například Hayden Christensen či Macaulay Culkin.
- Při natáčení se vyskytlo několik kuriózních krádeží, zmizela falešná hlava a umělý penis.
- Točilo se v České republice, ve Francii a také v Litvě. V České republice to byl především hrad Kost či brněnská vila Tugendhat.
- Představitel mladého Hannibala Lectera, Gaspard Ulliel, je Francouz a na procvičování angličtiny měl pouze měsíc. To byl také jeden z důvodů, proč váhal, jestli má roli vůbec přijmout.
- Gaspardova příprava spočívala i v tom, že se pořád dokola díval na filmy s Hopkinsem a snažil se napodobit jeho charakteristické pohyby a také způsob, jakým nemrká.
- Lady Murasaki je ve skutečnosti jméno japonské spisovatelky z 11. století.